# Ołeksandr Serdiuk (wioślarz)
Ołeksandr Serdiuk (ukr. Олександр Сердюк; ur. 20 listopada 1980 w Kijowie) – ukraiński wioślarz.

## Osiągnięcia
- Mistrzostwa Świata – Lucerna 2001 – dwójka podwójna wagi lekkiej – 14. miejsce[1].
- Mistrzostwa Świata – Mediolan 2003 – dwójka podwójna wagi lekkiej – 25. miejsce[1].
- Mistrzostwa Świata – Gifu 2005 – dwójka podwójna wagi lekkiej – 14. miejsce[1].
- Mistrzostwa Świata – Eton 2006 – jedynka wagi lekkiej – 7. miejsce[1].
- Mistrzostwa Świata – Monachium 2007 – czwórka bez sternika wagi lekkiej – 20. miejsce[1].
- Mistrzostwa Europy – Poznań 2007 – czwórka bez sternika wagi lekkiej – 6. miejsce[1].
- Mistrzostwa Europy – Ateny 2008 – dwójka podwójna wagi lekkiej – 13. miejsce[1].
- Mistrzostwa Świata – Poznań 2009 – jedynka wagi lekkiej – 20. miejsce[1].